# Mediació penal
La mediació penal és una opció o tècnica de resolució de conflictes alternativa i/o complementària a la justícia penal tradicional.

## Concepte i característiques de la mediació penal
A la Recomanació número R(99)19 del Comitè de Ministres del Consell d'Europa s'entén per mediació «qualsevol procés que permet a la víctima i al reu participar activament, si ho consentissin lliurement, en la solució de les dificultats ocasionades pel delicte amb l'ajuda d'un tercer independent (el mediador)». Es considera la mediació penal com «una opció flexible, basada en la resolució del problema i la implicació de les parts, com a complement, o com a alternativa al procediment penal tradicional».
La Llei 1/2001 del Parlament de Catalunya afirma al seu preàmbul que la mediació «consisteix en un mètode de resolució de conflictes que es caracteritza per la intervenció d'una tercera persona imparcial i experta, ja sigui a iniciativa pròpia de les parts, ja sigui a indicació d'una autoritat judicial, que té com a objectiu ajudar a les parts i facilitar-los-hi l'obtenció per elles mateixes d'un acord satisfactori». És, per tant, una opció que es contextualitza dins d'un model de justícia que veu l'infractor com un subjecte amb capacitat d'afrontar la responsabilitat de les seves accions en relació al conflicte; un model que es planteja l'adequació de les respostes de la justícia a la situació dels subjectes infractors.
Característiques
- Els subjectes a qui està orientat un procés de mediació penal són aquells que s'han vist afectats per un delicte i les seves conseqüències. Aquesta idea inclou tant als infractors com a les víctimes d'aquell fet delictiu.
- El procés de mediació ha de ser voluntari, tant en l'accés com en el desenvolupament del procés i en l'assumpció o no d'un acord final.
- Les parts es poden retirar del procés en qualsevol moment.
- Es garanteix la confidencialitat del procés. Res del que es parli al llarg d'aquest procés s'ha de donar a conèixer al jutge o al fiscal. Només l'acord final s'haurà de reflectir en una acta que caldrà presentar a l'òrgan competent.
- El mediador és un figura neutral, imparcial. Ha d'actuar com a facilitador del procés però sense involucrar-s'hi.
- És important que el procés sigui gratuït, ja que dona peu a un major ús d'aquesta opció per dues raons: d'una banda perquè no caldrà desemborsar cap quantitat de diners i, d'altra banda, perquè es dona la imatge que l'Administració corre amb aquesta despesa perquè troba que el procés resulta útil i efectiu, el que farà créixer la confiança de la comunitat en el procés.
- La responsabilitat personal de cadascuna de les parts és també un element important. Cada part es responsabilitza de la seva participació activa en el procés així com de la seva voluntat de compromís en la resolució del conflicte mitjançant la mediació.
- L'equitat entre la posició de la víctima i la del victimari que es relaciona amb la idea de neutralitat i imparcialitat del mediador.

Principis de la mediació penal
Tal com han comentat alguns autors com Rössner, Gimenez-Salinas et al. (1999) i tal com es veu en els estudis que s'han dut a terme entorn d'aquest tema, els principis bàsics que regeixen la idea de la mediació penal serien els següents:
- Un dels principis bàsics de la mediació penal és la idea de reparació. Són els mateixos afectats els que valoren el dany que s'ha produït a conseqüència del delicte i decideixen la reparació més satisfactòria per a totes les parts implicades, segons les necessitats i possibilitats d'aquestes parts i sempre dins dels límits que permeti el marc legal.

- La idea de prevenció és també un element bàsic d'aquest procés. No només es dona importància al fet delictiu passat sinó que també es dona importància a l'establiment de compromisos per al futur.
- La idea de recuperar l'atenció de la víctima, la gran oblidada del dret penal.
- La tendència envers l'autor de delictes castigats amb penes privatives de llibertat i ampliació de la diversitat de mesures penals alternatives.
- Una orientació politicocriminal que reconeix la reparació, la conciliació i la mediació com a instruments per a compensar els prejudicis soferts per la víctima directa i per a afavorir la reconstrucció de la pau social alterada per la

comissió del delicte.
Avantatges de la mediació penal
Segons les observacions fetes per alguns autors com ara Rössner et al. (1999) o Manzanares (2007), es pot considerar que alguns dels avantatges de la mediació penal són els que es comenten a continuació:
- És un procés responsabilitzador: són els mateixos afectats els qui valoren el dany causat i decideixen la reparació més satisfactòria, d'acord amb les seves necessitats i dins del marc legal. Al responsabilitzar al delinqüent per la seva conducta es reforcen els seus vincles amb la societat a la qual pertany.
- Permet que el dret penal s'orienti més cap a la reparació, lo que redundaria en benefici de la víctima.
- Augmentaria l'efectivitat del sistema penal i el sentiment de participació ciutadana.
- Redueix l'aplicació de penes privatives de llibertat i, en conseqüència, el risc de desocialització.
- Es pot desenvolupar com a alternativa parcial a les sancions tradicionals.
- Permet que la víctima sigui escoltada.
- Crea un espai de diàleg en el que les parts poden tractar el fet delictiu i les seves conseqüències.
- Fomenta la creació de compromisos futurs per part de l'infractor.

Inconvenients de la mediació penal
Les observacions fetes per autors com Rössner et al. (1999) o Manzanares (2007) també han posat de manifest un seguit d'inconvenients que es poden donar a conseqüència de l'ús de la mediació penal com a tècnica de resolució de conflictes:
- La persecució penal es subordina totalment o parcialment a un acord entre les parts. D'aquesta manera, una infracció mantindria o no la seva condició penal segons consideracions privades.

- Pot donar lloc a una segona victimització de la víctima, ja que, tot i que en principi el procés és voluntari, s'acostumen a donar pressions de diversos orígens.

- Pot ser que la voluntat de l'infractor sigui la d'aprofitar l'oportunitat de penediment que se li ofereix però també és possible que només busqui una manera d'eludir l'acció de la justícia.

- La mediació s'oposaria a qualsevol avanç destipificador de conductes, ja que, en intentar obrir el dret penal i humanitzar-lo ampliaria l'acció de la justícia a situacions que s'haurien de mantenir en el marc de les relacions socials sense projecció punitiva.

## Antecedents de la mediació penal
Rössner, D., Giménez-Salinas, E. Et al (1999) entenen que els principals desencadenants que varen propiciar el sorgiment de la Mediació penal són els següents:
La Criminologia s'ha centrat quasi en exclusiva en l'autor del delicte i en el fet delinqüent deixant de banda la víctima. Això es constata en que durant els 50 últims anys els principals moviments al respecte es concretaven en la defensa dels drets humans dels delinqüents i en la necessitat de millorar el tractament penitenciari però les polítiques enfocades cap a les víctimes han estat gairebé nul·les. Les sancions que s'imposen des del sistema penal tradicional allunyen el delinqüent de la seva posició natural juntament amb la víctima, incrementant la seva passivitat i indiferència vers ella, de manera que es rebaixa encara més el seu sentit de la responsabilitat, ja no només cap a la víctima en concret sinó vers la societat en general.
En els darrers anys ha ressorgit l'interès per l'estudi de la víctima, diferents enfocaments han abordat aquest fenomen mostrant diferents punts de vista i pretenent diferents finalitats a l'hora d'estudiar la relació existent entre víctima i delinqüent. En un extrem, per exemple, trobem la victimodogmàtica la qual no pretén millorar la posició de la víctima sinó que encamina les seves investigacions cap a demostrar la seva participació en el fet delictiu. En l'extrem oposat se situa l'anomenada conciliació víctima – delinqüent com una alternativa de la justícia penal. Aquesta conciliació neix unida al concepte de reparació (Justícia Restaurativa), Wiedergutmachen en alemany. El punt central és, doncs, l'acte de reparació, el fet que el delinqüent es responsabilitzi dels seus propis actes.
Per tant, la conciliació víctima - delinqüent neix dins el dret penal i és una resposta davant l'abandonament que ha sofert la víctima durant molt de temps, doncs les últimes tendències penals restaven enfocades a responsabilitzar, resocialitzar i reeducar l'infractor (prevenció especial) i cap a conscienciar i avisar a la comunitat de les conseqüències que es deriven d'un comportament antisocial (prevenció general). Així doncs, l'aparició de la mediació en l'àmbit penal respon a la necessitat que la víctima, la persona concreta que ha sofert el delicte, ocupi un lloc més destacat i actiu en tot el procés penal.
Un dels altres antecedents que han fet replantejar el tradicional dret penal és la seva entrada en crisi, podent esquematitzant els punts principals de la següent manera:
- Manca de confiança vers el dret penal: el dret penal s'encamina a protegir les normes més elementals de convivència social, però la seva aplicació ha de ser d'última ràtio, és a dir, davant la posada en perill d'un bé jurídic aquest serà l'últim en aplicar-se (Principi de Subsidiarietat del Ius Puniendi). A la pràctica aquestes pretensions i principis no sempre s'han complert, ja que s'ha vist que en determinats delictes el control penal esdevé inútil i la principal i primera resposta ha estat la pena privativa de llibertat, aquests fets han comportat un descens de la confiança de la població vers el sistema penal.

- Crisi de la prevenció: la presó no serveix ni per a les finalitats de la prevenció especial ni de la prevenció general, per tant, és necessari dissenyar noves fórmules, noves respostes davant la comissió d'un delicte.

- Conseqüències negatives d'una sanció privativa de llibertat: procés estigmatitzant existeix una correlació entre edat i reincidència, de manera que a edats més joves més alt és el nombre de reincidències posteriors; consolidació del procés d'incorporació al món de la delinqüència; adaptació negativa i procés de resocialització invers; i progressiva desresponsabilització dels seus actes.

Davant aquestes constatacions s'ha vist que és indispensable replantejar l'actual sistema jurisdiccional incidint principalment en tres punts claus:
- Evitar que els més joves entrin en el sistema penal o, com a mínim, evitar la imposició d'una pena privativa de llibertat.
- Evitar que l'autor dels fet no es desresponsabilitzi i que la víctima rebi la compensació necessària.
- Millorar el clima social a través d'uns mecanismes diferents del control social formal.
- Evitar l'abandonament de la víctima i acomplir la seva necessitat de resposta.

Davant aquestes consideracions, la confrontació entre víctima i delinqüent podria donar resposta a aquestes necessitats doncs sembla que podria ajudar a millorar el clima social, propiciar una millor disposició de la víctima vers el delinqüent i contribuir a una major responsabilització del delinqüent davant la víctima. D'acord amb això, el dret penal modern ha de tenir en compte els tres elements que defineixen el fet delictiu: l'autor, la víctima i la societat.

## Marc jurídic
Legislació supraestatal
- Recomanacions del Consell d'Europa. Diverses recomanacions insten als Estats membres a incloure dintre dels procediments judicials la mediació, la restauració i el reconeixement d'un major protagonisme dels ciutadans en la resolució dels conflictes penals que els afecten. Exemples d'aquestes recomanacions són la número R(83)7, la R(85)11, la R(87)18 i la R(99)19. Totes elles regulen en especial interès la reparació del dany causat a la víctima. La R(99)19, sobre mediació en l'àmbit penal, considera que els estats membres tendeixen a recórrer a la mediació penal com una opció flexible, basada en la resolució del problema i en la implicació de les parts, com a complement o com a alternativa al procediment penal tradicional; reconeix que la mediació pot contribuir a la solució dels conflictes i a una justícia penal amb resultats més constructius.
- Consell de la Unió Europea. Decisió marc (2001/220/JAI) de 15 de març de 2001, relativa a l'estatut de la víctima en el procés, la qual fa referència explícita, en el seu articulat, a la mediació penal i l'adopció d'acords entre les parts: article 1; article 10 i article 17.
Legislació estatal
El marc jurídic de la mediació penal a Espanya es troba directament relacionat amb:
- El principi constitucional de resocialització de les penes privatives de llibertat (article 25.2 de la Constitució Espanyola).
- Ni en el Codi Penal de 1995 ni en la Llei Orgànica del Poder Judicial, es troba mencionat directament la utilització de la mediació en la justícia d'adults. Tot i així, es preveu que s'atorguin beneficis jurídics a l'infractor que repari el dany causat a la víctima.

## Finalitat i objectius de la mediació penal
Finalitat del procés de mediació penal
La finalitat d'aquest procés no és una única idea sinó que té diferents finalitats per a cadascuna de les parts.
D'una banda, una de les finalitats és que l'infractor conegui de forma directa les conseqüències de la seva acció a través de la mateixa víctima i que, d'aquesta manera, es posi en situació de responsabilitzar-se'n davant d'aquesta i de reparar-li el dany causat. Alhora, l'infractor aconseguirà que el jutge li pugui aplicar els beneficis corresponents a conseqüència de la reparació efectuada o de l'esforç fet en aquest sentit.
D'altra banda, l'altra finalitat és que la víctima sigui escoltada i expressi les seves angoixes i necessitats. És a dir, es pretén millorar l'assistència a la víctima. També es considera una finalitat d'aquest procés de mediació el fet de millorar l'eficàcia de la justícia. Una altra finalitat és l'afavoriment de la participació de la comunitat en el sistema penal.
Objectius de la mediació penal
Entenent la mediació penal com una opció dins d'un model de Justícia Restitutiva, s'han proposat diferents tipus d'objectius: 
Objectius relacionats amb la víctima del delicte
- Donar a la víctima l'oportunitat de participar en la resolució del conflicte que l'afecta.
- Permetre a la víctima la possibilitat de participar voluntària i activament en la mediació amb el presumpte infractor.
- Afavorir la reparació dels danys i prejudicis soferts i la recuperació de la tranquil·litat personal.

Objectius relacionats amb el subjecte infractor
- Donar-li l'oportunitat de fer-se responsable de les pròpies accions i de les conseqüències d'aquestes.
- Permetre-li la possibilitat de participar de manera activa i voluntària en la mediació amb la víctima a la que ha perjudicat.
- Permetre-li participar en la recerca de solucions al conflicte i compensar i reparar a la víctima.
- Donar-li l'opció d'obtenir els beneficis previstos en el Codi penal.

Objectius relacionats amb la idea de justícia
- Promoure actituds que facilitin la responsabilització i la reparació i que procurin, en conseqüència, atenuar o substituir la pena, en aplicació dels beneficis previstos en el Codi penal.
- Contribuir a fer que la intervenció de la justícia sigui una ocasió per al restabliment de la pau social entre les parts del conflicte.
- Garantir processos de reparació i de solució de conflictes respectuosos amb els drets, garanties i interessos dels implicats, que donin com a resultat acords reparadors, lliurement assumits.

Objectius relacionats amb la comunitat
- Reforçar l'apropament de la justícia als ciutadans i possibilitar formes participatives per a la resolució dels conflictes dins de la comunitat.
- Potenciar altres formes de reacció de la justícia que, en lloc d'estigmatitzar i reforçar diferències, cerquin interessos comuns i afavoreixin la convivència i la prevenció del delicte.

## Parts de la mediació penal
Rössner, D., Giménez-Salinas, E. Et al (1999) defineixen les tres parts de la Mediació penal de la següent manera:
La víctima
	En el procés de mediació penal se li reconeixen totes les garanties del procés, respectant el Conveni europeu dels drets de l'home.
	El seu consentiment ha de ser lliure i ha de conèixer amb detall els diferents graus en el procés de mediació.
- Té la possibilitat de participar activament, de demostrar els seus sentiments i les seves necessitat i pactar la seva reparació, és a dir, esdevé una part principal i activa.
- Té l'oportunitat de conèixer el delinqüent, d'expressar els seus sentiments a l'agressor, d'aquesta manera el delicte es torna més real i reparable.
- Té la possibilitat d'entendre l'agressor, de posar-se en la seva pell. La mediació és un procés de transferències: la víctima no només expressa el dolor sinó que també pot arribar a comprendre els motius de l'acte delinqüent, conèixer el perquè de les seves actuacions i explicar les pròpies vivències i establir una comunicació.
- Pot assolir la reparació emocional.

El delinqüent
	Primerament se li han de respectar les garanties establertes en el Conveni Europeu dels drets de l'home, cal establir les mesures oportunes per garantir la llibertat del delinqüent i que no quedi afectat el principi de presumpció d'innocència.
	Un dels arguments principals en el cas de la mediació penal en la població jove és la pretensió per evitar que siguin sotmesos a un procés penal.
	La seva voluntarietat és essencial, tot i que s'ha posat en dubte, ja que alguns autors consideren els beneficis que se'n deriven com a persuasius del seu interès vers la mediació i no tant la seva assumpció de responsabilitat de l'acte realitzat. Tot i així, gràcies a la seva participació en el procés de mediació els autors s'adonen del veritable mal causat a la víctima.
El mediador
La mediació és una tècnica utilitzada per a resoldre conflictes mitjançant l'ajuda d'una tercera part imparcial, el mediador, el qual no imposa solucions ni opina sinó que busca satisfer equitativament les necessitats de les parts. La seva funció és regular el procés comunicatiu i, mitjançant uns passos determinats, arribar a una solució en els que tots quedin satisfets. Per tant, el mediador ajuda als participants a resoldre la situació conflictiva en què es troben mitjançant un acord mútuament acceptable.
A Espanya els mediadors penals provenen del camp de la justícia, es coneixen com els agents de probation i en la majoria són treballadors socials o psicòlegs.
Algunes de les funcions que tenen aquests mediadors són:
- Facilitar la comunicació eficaç entre ambdues parts
- Dirigir el diàleg per a assegurar-se que les dues parts disposen del mateix temps per realitzar les seves intervencions.
- Controlar els nivells de tensió i la càrrega emocional per mirar de convertir-ho en un element productiu que beneficiï al procés de mediació.
- Aclarir, repetir o resumir les opinions dels participants respectant sempre la seva posició.
- En cas que no s'arribi a un acord, el mediador ho haurà de notificar al ministeri fiscal però sense fer referència a les causes o als continguts d'aquella manca d'acord.

## Models de mediació penal
Rössner, D., Giménez-Salinas, E. Et al (1999), d'acord amb el Comitè de Mediació del Consell d'Europa, proposen la classificació següent:
1.Mediació víctima – delinqüent en l'àmbit penal
Va sorgir durant els anys setanta als EUA i es va començar a implantar a Europa durant la dècada dels 80 mitjançant l'aplicació del principi d'oportunitat en el procés penal, la suspensió del procés i la recerca d'una solució extrajudicial al conflicte. En els països on està més estesa es du a terme per mitjà del ministeri fiscal, que és qui rep les querelles i les denuncies.
2.Programes de negociació de la reparació
La seva presència és més freqüent als EUA. Només tracten d'avaluar la indemnització o la reparació, no es preocupen de reconciliar les parts, busques només un acord de reparació material.
3.Grups víctimes – delinqüents
Es du a terme en general en l'àmbit penitenciari. Es tracta de fer que un grup de víctimes d'un determinat delicte assumeixin establir una sèrie de reunions amb els interns que compleixen condemna amb la fi d'explicar les seves experiències com a víctimes.
4.Mediació en tribunals comunitaris. Es tracta que es reuneixin l'autor, la víctima i la seva família amb la intenció de buscar una solució. S'ha dut a terme en alguns països com Escòcia i Nova Zelanda.

## Fases processals d'aplicació de la Mediació penal
a) Fase anterior al judici oral: en aquest cas, quan s'arriba a un acord reparatori previ al procediment judicial, aquest acord produeix efectes jurídics corresponents a atenuar la pena. S'ha de preveure que no es vulneri el principi de presumpció d'innocència al començar un procés de mediació-restauració, ja que fins que l'imputat no hagi admès la seva culpabilitat, el procés no es podrà iniciar. Per començar aquest procés, el mediador, en una fase prèvia, establirà un diàleg separat entre ambdues parts per aconseguir el consentiment voluntari en la participació; un cop assolida aquesta primera fase, es passarà a la confrontació de les parts, en la qual es fixarà un ordre i un temps d'intervenció de les parts. En el cas d'arribar a un acord, aquest s'haurà de firmar en una acta per totes les parts que han intervingut: víctima, infractor i mediador.
b) Fase posterior al judici oral: per aconseguir l'obtenció de la substitució de la pena, la reparació s'ha de donar abans que el jutge o tribunal es pronunciï sobre la substitució i abans de donar inici a l'execució de la sentència. La reparació ha d'estar orientada no tan sols a la substitució o suspensió de la pena sinó també al compliment efectiu de la responsabilitat civil declarada en la sentència.
c) Fase d'execució de la pena: la reparació del dany causat i la satisfacció de la responsabilitat civil derivada del delicte, comportarà la classificació en tercer grau – a més a més de la resta de requisits previstos en el Codi Penal.

## La mediació penal en el Dret comparat
Per poder entendre millor la mediació s'haurà de veure l'evolució històrica d'aquesta en la resta de països i la seva contextualització.
Els primers programes els quals realitzen experiències amb la mediació en l'àmbit penal és al Canadà i Nord- Amèrica en els anys 70, on podem parlar de factors que incideixen en la decisió d'optar per altres medis de resolució de conflictes sense arribar al Dret Penal, destaquen les penes alternatives de llibertat, la necessitat de reparar els efectes del delicte i el tractament entre el delinqüent i la víctima. En aquest cas, abans de posar en llibertat condicional una persona condemnada, es demana un informe a les Probation Services per tal que informin sobre la situació de la víctima.
A principis dels 80, es van posar en marxa iniciatives, a França, per iniciativa de les fiscalies de Valence i Grenoble i amb la col·laboració de diverses oficines d'atenció a les víctimes. Aquestes associacions d'ajuda a les víctimes i de control judicial socioeducatiu dels delinqüents van ser capdavanteres a França, considerant com a finalitat primordial el tractament i la reparació de les víctimes i la reinserció dels infractors. A França es va crear l'Institut Nacional d'Ajuda a les Víctimes i de Mediació (INAVEM)  el qual agrupa la major part de les associacions d'assistència a les víctimes, fomentant el desenvolupament de la mediació, la formació de mediadors i la creació i l'aplicació d'un codi deontològic per aquests. El primer reconeixement de l'aplicació de la mediació penal no apareix fins al 1993. Actualment, existeixen les denominades Boutique de Droit, les quals, mitjançant instàncies de caràcter comunitari que porten a terme mediació penal, cerquen la justícia en els barris.
Cap a mitjans dels 80, tant Holanda, Alemanya i Àustria, inicien les seves primeres experiències. En el cas austríac, s'utilitza la mediació penal ja sigui en l'àmbit de la justícia juvenil com en la d'adults, tot i que no va ser fins a l'any 1999, quan el Parlament austríac va aprovar la llei que regula la mediació a la jurisdicció d'adults. Es van realitzar diferents projectes, sent l'àmbit de la justícia juvenil la primera a utilitzar-se. Aquests projectes seguien dus vies: una primera, en el cas que el Fiscal desestimés l'obertura d'un procediment penal; i, la segona, pel cas d'atenuar la pena de la sentència, la suspensió de la condemna o per obtenir la llibertat condicional del condemnat. A Alemanya, les seves primeres experiències tenien característiques similars al model americà de les VORP (Victim Ofender Reconciliation Programs) , denominades Programes de Conciliació víctima-autor (Täter-Opfer- Ausgleich). De la mateixa manera que en el cas canadenc i americà, la mediació va sorgir per donar resposta a la creixent preocupació cap a la víctima del delicte i el dany causat a aquesta, com també per donar respostes alternatives i constructives per l'infractor El 1992 es va crear un servei especial d'assessorament, finançat pel Ministeri de Justícia, per impulsar programes d'aquesta naturalesa.
A principis dels 90, s'inicien les primeres experiències en països tan dispars com Bèlgica, Nova Zelanda, Anglaterra, Gal·les i Espanya.
L'any 1990, amb la reforma del sistema de justícia juvenil, Nova Zelanda va introduir noves estratègies de resolució de conflictes alternatives a la via penal. Eren estratègies semblants a la mediació penal, les quals van produir una disminució de joves condemnats a presó (reducció d'un 80%)  L'any 1994, el Parlament Belga va aprovar la llei de mediació penal que la permet en delictes amb penes inferiors a dos anys. Els últims anys dels 90, es van introduir dues lleis a Anglaterra i Gal·les, Llei sobre Crim i Desordre i Llei sobre Justícia Juvenil i Evidència Criminal. Amb aquestes reformes legislatives es va demostrar que una justícia restaurativa reduïa la reincidència dels joves infractors.
A Espanya i a Catalunya, s'inicien els programes de reparació i mediació en justícia juvenil, impulsat pel Departament de Justícia de la Generalitat de Catalunya. No serà fins a finals dels 90 quan s'impulsa una experiència pilot en la justícia penal d'adults, que es desenvolupa en les quatre províncies catalanes (Barcelona, Tarragona, Lleida i Girona).
Ja en el segle xxi, països com Xile i Argentina, han reformat les seves legislacions en aquest àmbit.
Va ser en el nou Codi Processal Penal, en l'àmbit de justícia d'adults, de Xile, el qui va introduir la institució dels Acords Reparatoris, podent disposar d'estratègies alternatives a la via judicial per resoldre els conflictes.
Pel que fa a l'Argentina, en la seva capital, es va realitzar un programa pilot el qual consistia a oferir aquest servei de mediació, gratuït, per aquelles víctimes i imputats els quals tenien causes pendents amb la justícia. Un 70% d'aquests casos van acabar amb acords entre ambdues parts. En l'àmbit penal, es va realitzar un altre programa el qual va ser un fracàs. Posteriorment, va ser el mateix Ministeri públic del Departament Judicial de Mercedes, conjuntament amb el Col·legi d'Advocats, els quals van impulsar un Centre de Mediació. En el cas que d'aquest procés sorgís un acord entre les parts, es remetia al Fiscal, el qual no és vinculant per a la decisió final per la continuació del judici.